# Кубок Андорри з футболу 2003
Кубок Андорри з футболу 2003 — 11-й розіграш кубкового футбольного турніру в Андоррі. Переможцем втретє стала Санта-Колома.

## Календар
| Раунд        | Дата            | Матчі | Клуби   |
| ------------ | --------------- | ----- | ------- |
| Перший раунд | 16 березня 2003 | 4     | 16 → 12 |
| Другий раунд | 11 травня 2003  | 4     | 12 → 8  |
| 1/4 фіналу   | 18 травня 2003  | 4     | 8 → 4   |
| 1/2 фіналу   | 23 травня 2003  | 2     | 4 → 2   |
| Фінал        | 1 червня 2003   | 1     | 2 → 1   |

## Перший раунд
| Команда 1            | Рахунок | Команда 2                      |
| -------------------- | ------- | ------------------------------ |
| 16 березня 2003      |         |                                |
| Лузітанос II (2)     | 0:11    | Енгордані (2)                  |
| Санта-Колома II (2)  | 1:2     | Каса Естрелла дель Бенфіка (2) |
| Принсіпат II (2)     | 3:5     | Депортіво (Ла-Массана) (2)     |
| Спортінг (Ескальдес) | 3:7     | Атлетік (Ескальдес) (2)        |

## Другий раунд
| Команда 1                      | Рахунок | Команда 2   |
| ------------------------------ | ------- | ----------- |
| 11 травня 2003                 |         |             |
| Депортіво (Ла-Массана) (2)     | 0:4     | Лузітанос   |
| Енгордані (2)                  | 5:0     | Ранжерс     |
| Каса Естрелла дель Бенфіка (2) | 1:3     | Принсіпат   |
| Атлетік (Ескальдес) (2)        | 0:1     | Екстременья |

## 1/4 фіналу
| Команда 1      | Рахунок | Команда 2                   |
| -------------- | ------- | --------------------------- |
| 18 травня 2003 |         |                             |
| Лузітанос      | 1:0     | Енкамп                      |
| Енгордані (2)  | 0:6     | Санта-Колома                |
| Принсіпат      | 0:3     | Сан-Жулія                   |
| Екстременья    | 3:6     | Інтер (Ескальдес-Енгордань) |

## 1/2 фіналу
| Команда 1      | Рахунок | Команда 2                   |
| -------------- | ------- | --------------------------- |
| 23 травня 2003 |         |                             |
| Лузітанос      | 0:1     | Санта-Колома                |
| Сан-Жулія      | 6:1     | Інтер (Ескальдес-Енгордань) |

## Фінал
| 1 червня 2003 |

| Санта-Колома                       | 5:3 | Сан-Жулія                                 |
| ---------------------------------- | --- | ----------------------------------------- |
| Лусендо Сор'я Айяла 40' Маседу 90' |     | Алекс Годой 45' Пужол 69' Арман Годой 86' |

| Комуналь д'Айшовалль, Айшоваль |